# Крутовец
Крутовец — деревня в городском округе Серебряные Пруды Московской области.

## География
Находится в южной части Московской области на расстоянии приблизительно 14 км на запад-юго-запад по прямой от окружного центра поселка Серебряные Пруды.

## История
Известна с 1763 года как сельцо князей Гагариных. В 1816 году отмечено 13 дворов, в 1858 — 6, в 1974 — 6. В период коллективизации был организован колхоз «Крутая Гора», позднее работал СПК «Шеметово». В период 2006—2015 годов входила в состав сельского поселения Мочильское Серебряно-Прудского района.

## Население
Постоянное население составляло 91 человек (1763 год), 189 (1795), 180 (1816), 57 (1858), 26 (1974), 0 в 2002 году, 6 в 2010.